# Mercedes Pibernat
Mercedes Pibernat fue una actriz de radio y teatro argentina.

## Carrera
Hija del eximio director de orquesta y concertista Carlos Pibernat, hermana de la también actriz Maruja Pibernat y sobrina del actor Joaquín Pibernat y la triple Elvira Andreani, Mercedes se inició en las tablas siendo aún muy joven cuando el empresario Baltazar Álvarez las trajo a ella y a su hermana a Buenos Aires en 1936, completando su compañía junto a otras ilustres figuras como el tenor Luis Reboredo, Enrique Pacheco, Selma Sabat, Inés Conte, Cora Díaz, Esteban Villanova, entre otros.
En 1938 se destaca su labor en Radio Argentina como primera dama joven de la compañía de Teatro Universal, que dirigió el primer actor don Ernesto Vilches. Luego tuvo una participación por Radio Prieto en el espectáculo Estampas de Arte, junto a Carlos Alajarín, Blanquita Valdés, Blanca Rolón, Justo Chazo y Eugenio Menéndez.
En teatro se actuó en la obra de 1949, La Pasión y Muerte de Jesús de Enrique Zumel, con Joaquín Pibernat, la soprano Elvira Kivelli y Elvira Andreani, representada en el Teatro Comedia. También hizo algunos espectáculos en el Teatro Alvear donde representó la obra Remate del bataclán, el sainete más famoso del maestro Carlos Pibernat. Integró la Compañía Cómica del Teatro Nacional Cervantes junto a Maruja Pibernat, Samuel Sanda, Carlos Rosingana, Griselda Rullán, Leonor Lima, Alba Estrella Vidal, Pilar Padín, Amalia Pacheco, Noemí Basualdo Herrero, María Isabel Dux, Jorge Larrea, José del Vecchio, Mario M. Roca, Ricardo Quinteros, Enrique Guevara, Luciano Cardier y Eneas Sperandelo. Con esta compañía llevó a cabo obras como Eclipse de sol de Enrique García Velloso, El vuelo de la cigüeña, y Airiños da miña terra de Alberto Novión.
Su imagen se fue desapareciendo cayendo la década del '50. En 1997 recibió un homenaje por el día del actor.
A diferencias de su hermana Maruja fallecida el  3 de julio de 2004, no tuvo incursión en el cine argentino.